# Аксютовка (село)
Аксютовка (укр. Аксютівка) — село,
Тимченковский сельский совет,
Змиёвский район,
Харьковская область, Украина.
Код КОАТУУ — 6321786202. Население по переписи 2001 года составляет 136 (82/54 м/ж) человек.

## Географическое положение
Село Аксютовка находится у истоков реки Боровая (левый приток реки Мжа), в 5-и км от реки Уды (правый берег), в 2-х км от села Островерховка.
К селу примыкает большой лесной массив лес Черный (дуб), рядом с селом много садовых участков.

## История
- 1680 — дата основания.
- В 1940 году, перед ВОВ, в Аксютовке были 114 дворов, пруд и ветряная мельница.[1]

## Экономика
- Садовое товарищество «Дизелист».